# Kováts Antal (tanár)
Kováts Antal (Szombathely, 1862. március 2. – Nagykanizsa, 1925. június 28.) piarista áldozópap, tanár, író.

## Élete
Iparos szülők gyermeke. A gimnázium hat osztályát szülővárosában végezte; 1878. augusztus 27-én lépett a rendbe és Vácon töltötte az újoncévet. 1879-től 1881-ig Kecskeméten a középiskolai tanfolyamot elvégezte. Ekkor két évre Nyitrára küldetett hittanhallgatónak, azután két évig a kolozsvári egyetemen a magyar-latin nyelvet és irodalmat hallgatta.
1883. augusztus 28-án ünnepélyes fogadalmat tett. 1885. július 16-án miséspappá szentelték fel; három évig a máramarosszigeti algimnáziumban tanított; 1888-ban megszerezte tanári oklevelét és a kecskeméti római katolikus főgimnázium felsőbb osztályaiban tanította a magyar nyelvet és irodalmat, a latin nyelvet és a bölcseleti előtant. A kecskeméti Katona József-kör titkára volt; a körben felolvasásokat is tartott. 1902. június 20-tól Budapesten volt gimnáziumi igazgató, 1908-tól a nagykanizsai piarista gimnáziumban tanított 1923-ban történt nyugdíjba vonulásáig.

## Írásai
Költeményeket és beszélyeket írt mint egyetemi hallgató a Székesfehérvár és Vidékébe, mint hittanhallgató a Nyitramegyei Közlönybe, Vasmegyesi Közlönybe, a Testvériségbe és a Kath. Társadalom c. fővárosi hetilapba Nyéky és Nyéky Antal álnevek alatt.
Cikkei a máramaros-szigeti katholikus gymnasium Értesítőjében (1886. Fáy András meséi, mint a nevelés eszközei), a Kecskeméti Lapokban (1889. 14., 15. sz. A szerelmi bánkódás kifejezése a magyar népköltészetben); a kecskeméti kath. főgymnasium Értesítőjében (1892. A tragikum Arany János költészetében 1896. Ezeréves irodalmunk, felolvasás, 1898. A tíz szoboralak jelentősége történelmünkben, felolvasás); a kecskeméti Katona József-kör Évkönyvében (1891-1892. Katona József Bánk-Bánja, 1893. Birálati jelentés a Katona József születésének százéves évfordulójára kitűzött óda-pályázat eredményéről, Katona öröksége, költ., A Jókai-ház előtt, költ., 1895. Párhuzam Katona József és Kisfaludy Sándor Bánk bánja között, a női szépség tragikuma, 1896-97. Klapka György emlékezete, Katona és Madách női jellemképei); a kecskeméti nagy képes Naptárban (1893. Katona József Bánk-bánja és a történelem; 1897. Mit alkotott a magyar szellem ezer év alatt az irodalom és művészet terén); a Hornyik-Albumban (1894. Hornyik János elbeszélő modora). Ezeken kívül számos czikk és könyvism. a Kecskemétben, Pestmegyei Hirlapban, a Kecskeméti Lapokban és az Országos tanáregylet Közlönyében.

## Művei
- Üdvözlő dal, Szilágyi István negyvenéves tanári jubileuma alkalmára. M.-Sziget, 1885
- A szigeti dalkör az égben. Uo. 1885 (költemény)
- A szerelmi bánkódás kifejezése a magyar népköltészetben. Kecskemét, 1889
- A magyar nép érzelem- és kedélyvilága dalaiban. Uo. 1890 (Különnyomat a kecskeméti kath. főgymnasium Értesítőjéből. Ism. Egyetemes Philologiai Közlöny 1891)
- A tragikum Arany János költészetében; Tóth Ny., Kecskemét, 1892
- Jókai mint regényíró. Uo. 1893 (különny. a Katona József-kör Évkönyvéből)
- A Kecskeméti Róm. Kath. Főgymnásium pályakérdéseinek története; Tóth L. Ny., Kecskemét, 1895
- Listius László gróf, a színlelés költője; Gutenberg Ny., Nagykanizsa, 1911
- Petőfi véleménye magyar írókról; Guttenberg Ny., Nagykanizsa, 1912
- Széchenyi István, mint Magyarország erkölcsi nevelője; Wajdits J. Ny., Nagykanizsa, 1913
- Király-dal. Megzenésítette Szent-Gály Gyula. Uo. (litografia)